# أحمد شاويش
أحمد شاويش (- 24 مايو 2025) مغني سوداني، درس الهيب هوب في أمريكا. عمل في الغناء فأطلق أغنية عطر الصندل التي ارسلته إلى العالمية ثم أطلق أغنية «بتذكرك»، وآخر أغانيه «أحبك يا طفلي» تيمنا بفتاته.

## حياته
نشأ في مدينة عطبرة بالسودان ثم انتقل إلى مدينة أم درمان. درس الموسيقا بالمعهد العالي للموسيقا والمسرح ثم عمل مخرجاً بالإذاعة السودانية واستمر عمله هناك.

## قائمة أغانيه
- عن عيونك
- بتذكرك
- عطر الصندل
- ما جاييك
- كتاب الريد
- قسوة الظروف
- وصف الجميل
- فجر الأمل
- صباح العيد
- العمل
- أهل البلد
- مليون عصفور
- غصباً عني مش علي كيفي اكون مجنونك (من تأليف أحمد شاويش).[3]

## وفاته
توفي في 24 مايو 2025.